# Giannino Pieralisi Volley 2004-2005
Questa voce raccoglie le informazioni riguardanti il Giannino Pieralisi Volley nelle competizioni ufficiali della stagione 2004-2005.

## Stagione
La stagione 2004-05 è per il Giannino Pieralisi Volley, sponsorizzato da Monte Schiavo e Banca Marche, la quarta consecutiva in Serie A1; in panchina viene confermato Giuseppe Cuccarini, sostituito poi a campionato in corso da Lang Ping (per un breve periodo, in attesa del nuovo allenatore, istruisce la squadra Andrea Brecciaroli), mentre la rosa viene confermata nell'ossatura principale: tra gli arrivi quelli del libero Stacy Sykora, Carmen Țurlea e Hanka Pachale, tra le cessioni quelle di Magdalena Szryniawska, Logan Tom, Sylvia Roll, Tatiana Artmenko e Dan Wu.
La stagione si apre con la Supercoppa italiana: nelle semifinali il Giannino Pieralisi Volley viene sconfitta dal Volley Bergamo per 3-0, perdendo poi con lo stesso risultato anche la finale per il terzo posto contro l'Asystel Volley.
Il campionato si apre con la vittoria sull'Airone, mentre la prima sconfitta arriva alla seconda giornata ad opera del Volley 2002 Forlì: il prosieguo del girone di andata è un'alternanza di risultati utili e passaggi a vuoto, per concludersi poi con tre sconfitte consecutive che portano la squadra al settimo posto in classifica. Il girone di ritorno si apre con tre vittorie di fila, mentre il resto del torneo continua con l'alternarsi di vittorie e di sconfitte: la regular season si conclude con il sesto posto in classifica e la qualificazione ai play-off scudetto. Negli ottavi di finale perde le prime due gare contro l'Asystel Volley, ma poi riesce a vincere le tre successive, qualificandosi per il turno successivo; nelle semifinali la sfida è contro la Pallavolo Sirio Perugia, che vince tutte e tre le partite della serie, estromettendo la formazione marchigiana dalla corsa al titolo di campione d'Italia.
Tutte le squadre partecipanti alla Serie A1 2003-04 sono qualificate di diritto alla Coppa Italia: il Giannino Pieralisi Volley riesce a trovare la qualificazione per gli ottavi di finale grazie alla vittoria del proprio raggruppamento nella fase a gironi; gli ottavi vengono superati grazie alla vittoria sia nella gara di andata che in quella di ritorno contro il Volley Modena, tuttavia la corsa si interrompe ai quarti di finale complice la sconfitta contro la Pallavolo Sirio Perugia, vincitrice di entrambe le sfide.
Il quinto posto in regular season e il raggiungimento delle semifinali nei play-off scudetto nella stagione 2003-04 consente al Giannino Pieralisi Volley di partecipare ad una competizioni europea ossia la Coppa CEV; l'avventura nel torneo inizia direttamente dagli ottavi di finale superando con un doppio 3-0 le rumene del Volei Club Unic Piatra Neamț, mentre nei quarti di finale a capitolare sono le turche dello Yeşilyurt, accedendo alla Final Four. In semifinale il club di Jesi viene sconfitto nel derby italiano dalla Pallavolo Sirio Perugia, ma riesce poi a salire sul podio vincendo la finale per il terzo posto contro il Volejbal Klub Senica.

## Organigramma societario
Area direttiva
- Presidente: Gennaro Pieralisi

Area tecnica
- Allenatore: Giuseppe Cuccarini (fino al 18 dicembre 2004), Andrea Brecciaroli (dal 19 dicembre 2004 al 6 gennaio 2005), Lang Ping (dal 7 gennaio 2005)
- Allenatore in seconda: Mario Fangareggi, Gabriele Vasconi
- Scout man: Andrea Zingaretti

Area sanitaria
- Medico: Daniele Lenti
- Preparatore atletico: Giovanni Galeazzi
- Fisioterapista: Gianni Serrani
- Massaggiatore: Francesco Pieralisi

## Rosa
| N° | Nome                | Ruolo | Data di nascita   | Nazionalità sportiva |
| -- | ------------------- | ----- | ----------------- | -------------------- |
| 1  | Elena Koleva        | S/O   | 1º dicembre 1977  | Bulgaria             |
| 2  | Ilijana Petkova     | C     | 10 novembre 1977  | Bulgaria             |
| 3  | Elisa Togut         | S/O   | 14 maggio 1978    | Italia               |
| 4  | Manuela Leggeri     | C     | 9 maggio 1976     | Italia               |
| 5  | Stacy Sykora        | L     | 24 giugno 1977    | Stati Uniti          |
| 6  | Carmen Țurlea       | S/O   | 18 novembre 1975  | Romania              |
| 8  | Giulia Borgogelli   | S     | 29 settembre 1982 | Italia               |
| 9  | Marcela Ritschelová | C     | 9 ottobre 1972    | Rep. Ceca            |
| 11 | Hanka Pachale       | S     | 12 settembre 1976 | Germania             |
| 12 | Francesca Vannini   | P     | 29 maggio 1973    | Italia               |
| 14 | Eleonora Lo Bianco  | P     | 22 dicembre 1979  | Italia               |
| 15 | Barbara De Luca     | S     | 19 luglio 1975    | Italia               |

## Mercato
| Acquisti | Acquisti          | Acquisti  | Acquisti   |
| R.       | Nome              | da        | Modalità   |
| -------- | ----------------- | --------- | ---------- |
| S        | Barbara De Luca   | Vicenza   | definitivo |
| S/O      | Elena Koleva      | Curtatone | definitivo |
| L        | Stacy Sykora      | Modena    | definitivo |
| S        | Hanka Pachale     | Modena    | definitivo |
| S/O      | Carmen Țurlea     | Chieri    | definitivo |
| P        | Francesca Vannini | Sassuolo  | definitivo |

| Cessioni | Cessioni              | Cessioni | Cessioni   |
| R.       | Nome                  | a        | Modalità   |
| -------- | --------------------- | -------- | ---------- |
| S        | Tatiana Artmenko      | Sacrata  | definitivo |
| C        | Giulia Bartolini      | ?        | definitivo |
| C        | Giulia Beccaceci      | ?        | definitivo |
| S        | Marina De Dominicis   | Sacrata  | definitivo |
| C        | Giulia Genangeli      | Sacrata  | definitivo |
| S        | Sylvia Roll           | Altamura | definitivo |
| P        | Magdalena Szryniawska | Vicenza  | definitivo |
| S        | Logan Tom             | Chieri   | definitivo |
| L        | Dan Wu                | ?        | definitivo |

## Risultati

### Serie A1

#### Girone di andata
| 1ª giornata - 10 ottobre 2004 PalaTriccoli, Jesi                  | Giannino Pieralisi | 3 - 1 | Airone             | 25-16, 19-25, 25-19, 25-22        |
| 2ª giornata - 17 ottobre 2004 PalaGalassi, Forlì                  | Forlì              | 3 - 0 | Giannino Pieralisi | 25-21, 25-18, 25-22               |
| 3ª giornata - 24 ottobre 2004 PalaTriccoli, Jesi                  | Giannino Pieralisi | 3 - 0 | Santeramo          | 25-14, 25-19, 25-12               |
| 4ª giornata - 31 ottobre 2004 PalaTriccoli, Jesi                  | Giannino Pieralisi | 1 - 3 | Bergamo            | 27-29, 19-25, 25-20, 12-25        |
| 5ª giornata - 7 novembre 2004 PalaBigi, Reggio nell'Emilia        | Reggio Emilia      | 0 - 3 | Giannino Pieralisi | 23-25, 22-25, 23-25               |
| 6ª giornata - 13 novembre 2004 PalaEvangelisti, Perugia           | Sirio Perugia      | 3 - 1 | Giannino Pieralisi | 25-20, 26-28, 25-16, 25-18        |
| 7ª giornata - 21 novembre 2004 PalaTriccoli, Jesi                 | Giannino Pieralisi | 3 - 0 | Modena             | 25-15, 25-23, 25-16               |
| 8ª giornata - 4 dicembre 2004 Palasport Città di Vicenza, Vicenza | Vicenza            | 2 - 3 | Giannino Pieralisi | 24-26, 26-24, 19-25, 26-24, 12-15 |
| 9ª giornata - 12 dicembre 2004 PalaTriccoli, Jesi                 | Giannino Pieralisi | 1 - 3 | Robursport Pesaro  | 25-23, 23-25, 21-25, 23-25        |
| 10ª giornata - 19 dicembre 2004 PalaMaddalene, Chieri             | Chieri             | 3 - 1 | Giannino Pieralisi | 26-24, 19-25, 25-18, 25-21        |
| 11ª giornata - 22 dicembre 2004 PalaTriccoli, Jesi                | Giannino Pieralisi | 1 - 3 | Asystel            | 25-19, 19-25, 18-25, 19-25        |

#### Girone di ritorno
| 12ª giornata - 9 gennaio 2005 Palazzetto dello Sport, Bari Sardo | Airone             | 0 - 3 | Giannino Pieralisi | 18-25, 23-25, 23-25               |
| 13ª giornata - 16 gennaio 2005 PalaTriccoli, Jesi                | Giannino Pieralisi | 3 - 0 | Forlì              | 26-24, 25-16, 25-20               |
| 14ª giornata - 23 gennaio 2005 PalaCooper, Santeramo in Colle    | Santeramo          | 0 - 3 | Giannino Pieralisi | 20-25, 22-25, 21-25               |
| 15ª giornata - 29 gennaio 2005 PalaNorda, Bergamo                | Bergamo            | 3 - 0 | Giannino Pieralisi | 25-18, 25-21, 29-27               |
| 16ª giornata - 13 febbraio 2005 PalaTriccoli, Jesi               | Giannino Pieralisi | 3 - 0 | Reggio Emilia      | 25-22, 25-18, 25-18               |
| 17ª giornata - 19 febbraio 2005 PalaTriccoli, Jesi               | Giannino Pieralisi | 2 - 3 | Sirio Perugia      | 25-19, 19-25, 25-18, 20-25, 13-15 |
| 18ª giornata - 27 febbraio 2005 PalaPanini, Modena               | Modena             | 0 - 3 | Giannino Pieralisi | 17-25, 19-25, 13-25               |
| 19ª giornata - 2 marzo 2005 PalaTriccoli, Jesi                   | Giannino Pieralisi | 3 - 1 | Vicenza            | 20-25, 25-17, 25-16, 25-17        |
| 20ª giornata - 13 marzo 2005 PalaDionigi, Sant'Angelo in Lizzola | Robursport Pesaro  | 3 - 2 | Giannino Pieralisi | 17-25, 25-17, 25-19, 18-25, 15-13 |
| 21ª giornata - 20 marzo 2005 PalaTriccoli, Jesi                  | Giannino Pieralisi | 3 - 2 | Chieri             | 25-17, 25-20, 21-25, 23-25, 17-15 |
| 22ª giornata - 23 marzo 2005 PalaDalLago, Novara                 | Asystel            | 3 - 1 | Giannino Pieralisi | 24-26, 29-27, 25-21, 25-19        |

#### Play-off scudetto
| Quarti di finale (gara 1) - 26 marzo 2005 PalaTriccoli, Jesi   | Giannino Pieralisi | 0 - 3 | Asystel            | 23-25, 18-25, 15-25           |
| Quarti di finale (gara 2) - 30 marzo 2005 PalaDalLago, Novara  | Asystel            | 3 - 0 | Giannino Pieralisi | 25-22, 25-23, 25-21           |
| Quarti di finale (gara 3) - 1º aprile 2005 PalaDalLago, Novara | Asystel            | 1 - 3 | Giannino Pieralisi | 23-25, 31-29, 24-26, 17-25    |
| Quarti di finale (gara 4) - 10 aprile 2005 PalaTriccoli, Jesi  | Giannino Pieralisi | 3 - 0 | Asystel            | 25-16, 25-22, 25-18           |
| Quarti di finale (gara 5) - 13 aprile 2005 PalaDalLago, Novara | Asystel            | 1 - 3 | Giannino Pieralisi | 15-25, 20-25, 25-19, 21-25    |
| Semifinali (gara 1) - 16 aprile 2005 PalaTriccoli, Jesi        | Giannino Pieralisi | 1 - 3 | Sirio Perugia      | 25-22 31-33 27-29 21-25       |
| Semifinali (gara 2) - 20 aprile 2005 PalaEvangelisti, Perugia  | Sirio Perugia      | 3 - 1 | Giannino Pieralisi | 25-16 26-24 25-27 27-25       |
| Semifinali (gara 3) - 23 aprile 2005 PalaEvangelisti, Perugia  | Sirio Perugia      | 3 - 2 | Giannino Pieralisi | 26-24 21-25 27-29 27-25 15-11 |

### Coppa Italia

#### Fase a gironi
| 2ª giornata - 6 ottobre 2004 PalaTriccoli, Jesi              | Giannino Pieralisi | 3 - 1 | Santeramo          | 26-24, 19-25, 25-19, 26-24 |
| 3ª giornata - 16 ottobre 2004 PalaGalassi, Forlì             | Forlì              | 0 - 3 | Giannino Pieralisi | 19-25, 19-25, 17-25        |
| 5ª giornata - 27 ottobre 2004 PalaCooper, Santeramo in Colle | Santeramo          | 3 - 1 | Giannino Pieralisi | 26-24, 30-28, 17-25, 26-24 |
| 6ª giornata - 3 novembre 2004 PalaTriccoli, Jesi             | Giannino Pieralisi | 3 - 1 | Forlì              | 23-25, 25-15, 25-20, 25-21 |

#### Fase a eliminazione diretta
| Ottavi di finale (andata) - 10 novembre 2004 PalaPanini, Modena       | Modena             | 0 - 3 | Giannino Pieralisi | 26-28, 16-25, 15-25        |
| Ottavi di finale (ritorno) - 17 novembre 2004 PalaTriccoli, Jesi      | Giannino Pieralisi | 3 - 0 | Modena             | 25-21, 25-18, 25-21        |
| Quarti di finale (andata) - 19 gennaio 2005 PalaTriccoli, Jesi        | Giannino Pieralisi | 1 - 3 | Sirio Perugia      | 19-25, 25-16, 21-25, 22-25 |
| Quarti di finale (ritorno) - 25 gennaio 2005 PalaEvangelisti, Perugia | Sirio Perugia      | 3 - 1 | Giannino Pieralisi | 22-25, 25-18, 26-24, 25-17 |

### Supercoppa italiana

#### Fase a eliminazione diretta
| Semifinali - 1º ottobre 2004 PalaCastagnaretta, Cuneo     | Bergamo            | 3 - 0 | Giannino Pieralisi | 25-15, 25-23, 25-18 |
| Finale 3º posto - 2 ottobre 2004 PalaCastagnaretta, Cuneo | Giannino Pieralisi | 0 - 3 | Asystel            | 21-25, 21-25, 22-25 |

### Coppa CEV

#### Fase a eliminazione diretta
| Ottavi di finale (andata) - 9 dicembre 2004 Ceahlau Hall, Piatra Neamț     | Piatra Neamț       | 0 - 3 | Giannino Pieralisi | 18-25, 11-25, 16-25        |
| Ottavi di finale (ritorno) - 14 dicembre 2004 PalaTriccoli, Jesi           | Giannino Pieralisi | 3 - 0 | Piatra Neamț       | 25-14, 25-19, 25-16        |
| Quarti di finale (andata) - 6 gennaio 2005 Yeşilyurt Spor Salonu, Istanbul | Yeşilyurt          | 1 - 3 | Giannino Pieralisi | 17-25, 25-23, 21-25, 18-25 |
| Quarti di finale (ritorno) - 12 gennaio 2005 PalaTriccoli, Jesi            | Giannino Pieralisi | 3 - 0 | Yeşilyurt          | 25-16, 25-13, 25-22        |
| Semifinali - 5 marzo 2005 PalaEvangelisti, Perugia                         | Sirio Perugia      | 3 - 0 | Giannino Pieralisi | 25-22, 25-21, 25-23        |
| Finale 3º posto - 6 marzo 2005 PalaEvangelisti, Perugia                    | Giannino Pieralisi | 3 - 1 | Senica             | 25-20, 24-26, 25-13, 25-13 |

## Statistiche

### Statistiche di squadra
| Competizione        | Punti | In casa | In casa | In casa | In trasferta | In trasferta | In trasferta | Totale | Totale | Totale |
| Competizione        | Punti | G       | V       | P       | G            | V            | P            | G      | V      | P      |
| ------------------- | ----- | ------- | ------- | ------- | ------------ | ------------ | ------------ | ------ | ------ | ------ |
| Serie A1            | 36    | 14      | 8       | 6       | 16           | 7            | 9            | 30     | 15     | 15     |
| Coppa Italia        | 9     | 4       | 3       | 1       | 4            | 2            | 2            | 8      | 5      | 3      |
| Supercoppa italiana | -     | -       | -       | -       | -            | -            | -            | 2      | 0      | 2      |
| Coppa CEV           | -     | 2       | 2       | 0       | 2            | 2            | 0            | 6      | 5      | 1      |
| Totale              | -     | 20      | 13      | 7       | 22           | 11           | 11           | 46     | 25     | 21     |

G = partite giocate; V = partite vinte; P = partite perse

### Statistiche dei giocatori
| G. Borgogelli  | 3  | 0   | 0   | 0  | 0  | 3 | 0   | 0   | 0  | 0 | Statistiche assenti | Statistiche assenti | Statistiche assenti |
| B. De Luca     | 23 | 124 | 113 | 8  | 3  | 6 | 50  | 46  | 1  | 3 | Statistiche assenti | Statistiche assenti | Statistiche assenti |
| E. Koleva      | 14 | 28  | 20  | 5  | 3  | 8 | 30  | 22  | 8  | 0 | Statistiche assenti | Statistiche assenti | Statistiche assenti |
| M. Leggeri     | 29 | 206 | 135 | 56 | 15 | 8 | 74  | 54  | 16 | 4 | Statistiche assenti | Statistiche assenti | Statistiche assenti |
| E. Lo Bianco   | 30 | 50  | 21  | 17 | 12 | 7 | 16  | 4   | 4  | 8 | Statistiche assenti | Statistiche assenti | Statistiche assenti |
| H. Pachale     | 28 | 359 | 305 | 39 | 15 | 6 | 42  | 36  | 5  | 1 | Statistiche assenti | Statistiche assenti | Statistiche assenti |
| I. Petkova     | 11 | 8   | 4   | 4  | 0  | 4 | 27  | 17  | 8  | 2 | Statistiche assenti | Statistiche assenti | Statistiche assenti |
| M. Ritschelová | 30 | 326 | 236 | 71 | 19 | 7 | 65  | 44  | 20 | 1 | Statistiche assenti | Statistiche assenti | Statistiche assenti |
| S. Sykora      | 30 | -   | -   | -  | -  | 8 | -   | -   | -  | - | Statistiche assenti | Statistiche assenti | Statistiche assenti |
| E. Togut       | 29 | 567 | 486 | 47 | 34 | 7 | 107 | 103 | 4  | 0 | Statistiche assenti | Statistiche assenti | Statistiche assenti |
| C. Țurlea      | 29 | 283 | 242 | 25 | 16 | 8 | 108 | 101 | 7  | 0 | Statistiche assenti | Statistiche assenti | Statistiche assenti |
| F. Vannini     | 16 | 1   | 0   | 1  | 0  | 6 | 3   | 2   | 1  | 0 | Statistiche assenti | Statistiche assenti | Statistiche assenti |

P = presenze; PT = punti totali; AV = attacchi vincenti; MV = muri vincenti; BV = battute vincenti